# Suore domenicane della Congregazione di Santa Caterina da Siena (Voorschoten)
Le Suore Domenicane della Congregazione di Santa Caterina da Siena (in olandese Dominicanessen van Voorschoten, Congregatie van de H. Catharina van Siëna) sono un istituto religioso femminile di diritto pontificio.

## Storia
La congregazione fu fondata da Caterina Pinkers: dopo essere entrata nel Terz'ordine domenicano insieme con la sorella minore Colomba, il 24 maggio 1841 inaugurò a Rotterdam la "Casa dell'amore" destinata a ospitare gli orfani della parrocchia amministrata da Dominicus Raken, provinciale dell'ordine dei frati predicatori.
Nel 1842 le suore furono le prime consacrate dei Paesi Bassi a portare l'abito religioso in pubblico dai tempi della Riforma protestante, causando la disapprovazione del borgomastro di Rotterdam. Nel 1888 la casa-madre dell'istituto fu stabilita a Voorschoten, nei pressi dell'Aja.
L'istituto, affiliato all'ordine domenicano dal 21 novembre 1906, ricevette il pontificio decreto di lode il 2 marzo 1924 e le sue costituzioni furono approvate definitivamente dalla Santa Sede il 2 maggio 1932.

## Attività e diffusione
Le suore si dedicano all'insegnamento, alle opere sociali e alla cura di anziani e ammalati.
Oltre che nei Paesi Bassi, sono presenti nelle isole di Aruba, Sint Eustatius, Saba e Sint Maarten; la sede generalizia è a Voorschoten.
Alla fine del 2015 l'istituto contava 59 religiose in 3 case.